# Мария Макаренко
Мария Макаренко —  Обладатель Кубков Мира и Европы по аргентинскому танго. 2015,2016,2017, (эсценарио, салон)(IFAT). Победитель российских и международных танго-турниров. 
Чемпион Санкт-Петербурга 2013 в категории танго-эсценарио.
Двукратный финалист Чемпионата Европы 2012 и 2013 в категориях танго – эсценарио ( танго-шоу) и танго-салон.
Серебряный призер чемпионата России 2013 и 2014 годов.(эсценарио) (Милонга России).
Выступает в паре со своим партнером Александром Десятовым.

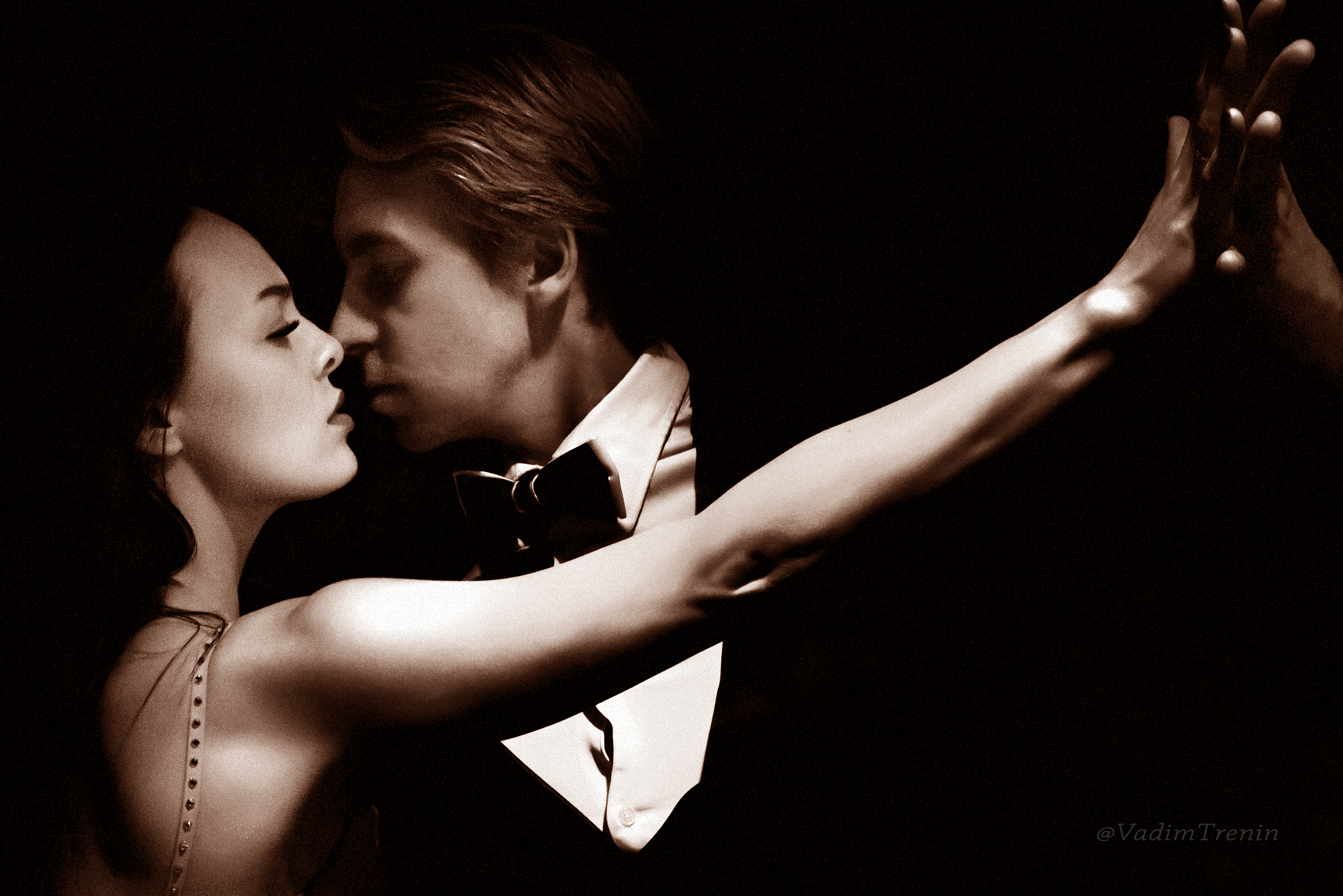
Мария Макаренко и Александр Десятов, фото Вадима Тренина

Профессиональную карьеру начала в 2012 году с участия в Чемпионате Европы по аргентинскому танго, и через год стала его серебряным призером. Неоднократно побеждала на турнирах в России, а высшим достижением в ее танцевальной карьере стала победа на Чемпионате Европы в 2014 году и выход в финал в Аргентине, где в этом же году проходил Чемпионат мира по аргентинскому танго Campeonato Mundial de Baile de Tango - международное спортивное мероприятие, правила которого регламентированы начиная с 2002 года. . , также известный как Mundial de Tango в Буэнос-Айресе). Помимо соревнований, Мария Макаренко ведет активную творческую деятельность, в ее активе множество выступлений в танцевальных шоу и спектаклях:«Tango de Buenos-Aires» (Москва), «Танго в белую ночь» (Санкт-Петербург),«Tango de Invierno» (Москва), спектакли «Бессонница» о творчестве Марины Цветаевой , «Tango de mi Vida» «Игра в классики» по Хулио Кортасара, участие в телевизионных эфирах и образовательных программах по аргентинскому танго. В настоящее время Мария Макаренко является актрисой Московского театра танго (МТТ) и ведущим педагогом в школе танцев.